# 6144 Kondojiro
A 6144 Kondojiro (ideiglenes jelöléssel 1994 EQ3) egy kisbolygó a Naprendszerben. Endate, K. és Vatanabe Kazuró fedezte fel 1994. március 14-én.